# Államok vezetőinek listája 1974-ben
Ezen az oldalon az 1974-ben fennálló államok vezetőinek névsora olvasható földrészek, majd országok szerinti bontásban.

## Európa
- Albánia (népköztársaság)
  - A kommunista párt főtitkára – Enver Hoxha (1944–1985)
  - Államfő - Haxhi Lleshi (1953–1982), lista
  - Kormányfő - Mehmet Shehu (1954–1981), lista
- Andorra (parlamentáris társhercegség)
  - Társhercegek
    - Francia társherceg - 
      1. Georges Pompidou (1969–1974)
      2. Alain Poher (1974)
      3. Valéry Giscard d’Estaing (1974–1981), lista

    - Episzkopális társherceg - Joan Martí i Alanis (1971–2003), lista
- Ausztria (szövetségi köztársaság)
  - Államfő - 
    1. Franz Jonas (1965–1974)
    2. Bruno Kreisky (1974), ügyvivő
    3. Rudolf Kirchschläger (1974–1986), lista

  - Kancellár - Bruno Kreisky (1970–1983), szövetségi kancellár lista
- Belgium (parlamentáris monarchia)
  - Uralkodó - I. Baldvin király (1951–1993)
  - Kormányfő - 
    1. Edmond Leburton (1973–1974)
    2. Leo Tindemans (1974–1978), lista
- Bulgária (népköztársaság)
  - A kommunista párt vezetője – Todor Zsivkov (1954–1989), a Bolgár Kommunista Párt főtitkára
  - Államfő - Todor Zsivkov (1971–1989), lista
  - Kormányfő - Sztanko Todorov (1971–1981), lista
- Ciprus (köztársaság)
  - Államfő - 
    1. III. Makáriosz ciprusi érsek (1960–1974)
    2. Níkosz Szampszón (1974)
    3. III. Makáriosz ciprusi érsek (1974–1977), lista
- Csehszlovákia (népköztársaság)
  - A kommunista párt vezetője – Gustáv Husák (1969–1987), a Csehszlovák Kommunista Párt főtitkára
  - Államfő - Ludvík Svoboda (1968–1975), lista
  - Kormányfő - Lubomír Štrougal (1970–1988), lista
- Dánia (parlamentáris monarchia)
  - Uralkodó - II. Margit királynő (1972–2024)
  - Kormányfő - Poul Hartling (1973–1975), lista
  -  Feröer
    - Kormányfő – Atli Pætursson Dam (1970–1981), lista

  -  Grönland
    - Kormányfő – Lars Chemnitz (1971–1979), a Landsråd elnöke, lista
- Egyesült Királyság (parlamentáris monarchia)
  - Uralkodó - II. Erzsébet Nagy-Britannia királynője (1952–2022)
  - Kormányfő - 
    1. Edward Heath (1970–1974)
    2. Harold Wilson (1974–1976), lista
- Finnország (köztársaság)
  - Államfő - Urho Kekkonen (1956–1981), lista
  - Kormányfő - Kalevi Sorsa (1972–1975), lista
  -  Åland – 
    - Kormányfő – Alarik Häggblom (1972–1979)
- Franciaország (köztársaság)
  - Államfő - 
    1. Georges Pompidou (1969–1974)
    2. Alain Poher (1974), ügyvivő
    3. Valéry Giscard d’Estaing (1974–1981), lista

  - Kormányfő – 
    1. Pierre Messmer (1973–1974)
    2. Jacques Chirac (1974–1976), lista
- Görögország (köztársaság)
  - Államfő - 
    1. Phaedon Gidzíkisz (1973–1974)
    2. Miháil Sztaszinópulosz (1974–1975), lista

  - Kormányfő - 
    1. Adamantiosz Andrucópulosz (1973–1974)
    2. Konsztantínosz Karamanlisz (1974–1980), lista
- Hollandia (parlamentáris monarchia)
  - Uralkodó - Julianna királynő (1948–1980)
  - Miniszterelnök - Joop den Uyl (1973–1977), lista
  -  Holland Antillák (a Holland Királyság tagállama)
    - lásd Észak-Amerikánál

  -  Suriname (a Holland Királyság tagállama)
    - lásd Dél-Amerikánál
- Izland (köztársaság)
  - Államfő - Kristján Eldjárn (1968–1980), lista
  - Kormányfő - 
    1. Ólafur Jóhannesson (1971–1974)
    2. Geir Hallgrímsson (1974–1978), lista
- Írország (köztársaság)
  - Államfő - 
    1. Erskine Hamilton Childers (1973–1974)
    2. Elnöki Tanács (Írország) (1974), ügyvivő
    3. Cearbhall Ó Dálaigh (1974–1976), lista

  - Kormányfő - Liam Cosgrave (1973–1977), lista
- Jugoszlávia (népköztársaság)
  - A kommunista párt vezetője – Josip Broz Tito (1936–1980), a Jugoszláv Kommunista Liga Elnökségének elnöke
  - Államfő - Josip Broz Tito (1953–1980), Jugoszlávia Elnöksége elnöke, lista
  - Kormányfő - Džemal Bijedić (1971–1977), lista
- Lengyelország (népköztársaság)
  - A kommunista párt vezetője – Edward Gierek (1970–1980), a Lengyel Egyesült Munkáspárt KB első titkára
  - Államfő - Henryk Jabłoński (1972–1985), lista
  - Kormányfő - Piotr Jaroszewicz (1970–1980), lista
- Liechtenstein
  - Uralkodó - II. Ferenc József herceg (1938–1989)
  - Kormányfő - 
    1. Alfred Hilbe (1970–1974)
    2. Walter Kieber (1974–1978), lista
- Luxemburg (parlamentáris monarchia)
  - Uralkodó - János nagyherceg (1964–2000)
  - Kormányfő - 
    1. Pierre Werner (1959–1974)
    2. Gaston Thorn (1974–1979), lista
- Magyarország (népköztársaság)
  - A kommunista párt vezetője – Kádár János (1956–1988), a Magyar Szocialista Munkáspárt első titkára
  - Államfő - Losonczi Pál (1967–1987), az Elnöki Tanács elnöke, lista
  - Kormányfő - Fock Jenő (1967–1975), lista
- Málta (monarchia)
- A Máltai Államot 1974. december 13-án váltotta fel a Máltai Köztársaság.
  - Uralkodó – II. Erzsébet, Málta királynője (1964–1974)
  - Főkormányzó - Sir Anthony Mamo (1971–1974), lista
  - Államfő - Sir Anthony Mamo (1974–1976), lista
  - Kormányfő - Dom Mintoff (1971–1984), lista
- Monaco
  - Uralkodó - III. Rainier herceg (1949–2005)
  - Államminiszter - André Saint-Mleux (1972–1981), lista
- NDK (Német Demokratikus Köztársaság) (népköztársaság)
  - A kommunista párt vezetője – Erich Honecker (1971–1989), a Német Szocialista Egységpárt főtitkára
  - Államfő – Willi Stoph (1973–1976), az NDK Államtanácsának elnöke
  - Kormányfő – Horst Sindermann (1973–1976), az NDK Minisztertanácsának elnöke
- NSZK (Német Szövetségi Köztársaság) (szövetségi köztársaság)
  - Államfő - 
    1. Gustav Heinemann (1969–1974)
    2. Walter Scheel (1974–1979), lista

  - Kancellár - 
    1. Willy Brandt (1969–1974)
    2. Walter Scheel (1974), ügyvivő
    3. Helmut Schmidt (1974–1982), lista
- Norvégia (parlamentáris monarchia)
  - Uralkodó - V. Olaf király (1957–1991)
  - Kormányfő - Trygve Bratteli (1973–1976), lista
- Olaszország (köztársaság)
  - Államfő - Giovanni Leone (1971–1978), lista
  - Kormányfő - 
    1. Mariano Rumor (1973–1974)
    2. Aldo Moro (1974–1976), lista
- Portugália (köztársaság)
  - Államfő - 
    1. Américo Tomás (1958–1974)
    2. Nemzeti Megmentési Junta (1974)
    3. António de Spínola (1974)
    4. Francisco da Costa Gomes (1974–1976), lista

  - Kormányfő - 
    1. Marcello Caetano (1968–1974)
    2. António de Spínola (1974)
    3. Adelino da Palma Carlos (1974)
    4. Vasco Gonçalves (1974–1975), lista
- Románia (népköztársaság)
  - A kommunista párt vezetője – Nicolae Ceaușescu (1965–1989), a Román Kommunista Párt főtitkára
  - Államfő - Nicolae Ceaușescu (1967–1989), lista
  - Kormányfő - 
    1. Ion Gheorghe Maurer (1961–1974)
    2. Manea Mănescu (1974–1979), lista
- San Marino (köztársaság)
  - Régenskapitányok
- Spanyolország (totalitárius állam)
  - Államfő – 
    1. Francisco Franco (1936–1975)
    2. János Károly herceg, megbízott államfő (1974)

  - Kormányfő - Carlos Arias Navarro (1973–1976), lista
- Svájc (konföderáció)
  - Szövetségi Tanács:[1]
Rudolf Gnägi (1965–1979), Ernst Brugger (1969–1978), elnök, Pierre Graber (1970–1978), Kurt Furgler (1971–1986), Willy Ritschard (1973–1983), Hans Hürlimann (1973–1982), Georges-André Chevallaz (1973–1983)
- Svédország (parlamentáris monarchia)
  - Uralkodó - XVI. Károly Gusztáv király (1973–)
  - Kormányfő - Olof Palme (1969–1976), lista
- Szovjetunió (szövetségi népköztársaság)
  - A kommunista párt vezetője – Leonyid Brezsnyev (1964–1982), a Szovjetunió Kommunista Pártjának főtitkára
  - Államfő – Nyikolaj Podgornij (1965–1977), lista
  - Kormányfő – Alekszej Koszigin (1964–1980), lista
- Vatikán (abszolút monarchia)
  - Uralkodó - VI. Pál pápa (1963–1978)
  - Államtitkár - Jean-Marie Villot (1969–1979), lista

## Afrika
- Afar és Issza (Franciaország tengerentúli megyéje)
  - Főmegbízott -
    1. Georges Thiercy (1971–1974)
    2. Christian Dablanc (1974–1976), lista

  - Miniszterelnök - Ali Aref Bourhan (1967–1976), lista
- Algéria (köztársaság)
  - Államfő - Houari Boumediene (1971–1978), lista
- Angola (Portugália külbirtoka)
  - Főkormányzó –
    1. Fernando Augusto Santos e Castro (1972–1974)
    2. Joaquim Franco Pinheiro (1974), ügyvivő
    3. Silvino Silvério Marques (1974)
    4. António Alva Rosa Coutinho (1974–1975), lista
- Bissau-Guinea (köztársaság)
- Portugál Guinea 1973. szeptember 24-én kiáltotta ki függetlenségét, amit Portugália 1974. szeptember 10-én ismert el.
  - Kormányzó –
    1. José Manuel Bettencourt Rodrigues (1973–1974)
    2. Mateus da Silva (1974)
    3. San Gouveia (1974)
    4. Carlos Fabião (1974), lista

  - Államfő - Luís Cabral (1973–1980), lista
  - Kormányfő - Francisco Mendes (1973–1978), lista
- Botswana (köztársaság)
  - Államfő - Sir Seretse Khama (1966–1980), lista
- Burundi (köztársaság)
  - Államfő - Michel Micombero (1966–1976), lista
  - Kormányfő - Nincs betöltve (1973–1976), lista
- Csád (köztársaság)
  - Államfő - N’Garta Tombalbaye (1960–1975), lista
  - Kormányfő - N’Garta Tombalbaye (1959–1975), lista
- Comore-szigetek (Franciaország tengerentúli területe)
  - Főbiztos - Jacques Mouradian (1969–1975), lista
  - Kormányfő – Ahmed Abdallah (1972–1975), lista
- Dahomey (köztársaság)
  - Államfő - Mathieu Kérékou tábornok (1972–1991), lista
- Dél-afrikai Köztársaság (köztársaság)
  - Államfő - Jacobus Johannes Fouché (1968–1975), lista
  - Kormányfő - B. J. Vorster (1966–1978), lista
  - Délnyugat-Afrika (Nemzetek Szövetsége mandátuma, dél-afrikai igazgatás alatt)
    - Főadminisztrátor – Barend Johannes van der Walt (1971–1977), lista
- Egyenlítői-Guinea (köztársaság)
  - Államfő - Masie Nguema Biyogo Ñegue Ndong (1968–1979), lista
- Egyiptom (köztársaság)
  - Államfő - Anvar Szadat (1970–1981), lista
  - Kormányfő - 
    1. Anvar Szadat (1973–1974)
    2. Abd El Aziz Muhammad Hegazi (1974–1975), lista
- Elefántcsontpart (köztársaság)
  - Államfő - Félix Houphouët-Boigny (1960–1993), lista
- Etiópia (köztársaság)
- Az Etióp Császárság 1974. szeptember 12-én Etiópiára változott.
  - Uralkodó - Hailé Szelasszié császár (1930–1974)[2]
  - Államfő - 
    1. Aman Andom (1974), az Etióp Hadsereg Koordinációs Bizottsága elnöke
    2. Mengisztu Hailé Mariam (1974–1977), az Etióp Hadsereg Koordinációs Bizottsága elnöke
    3. Tafari Benti (1974–1977), az Etióp Hadsereg Koordinációs Bizottsága elnöke, lista

  - Miniszterelnök -
    1. Aklilu Habte-Wold (1961–1974)
    2. Endelkacsu Makonnen (1974)
    3. Mikael Imru (1974), lista
- Felső-Volta (köztársaság)
  - Államfő - Sangoulé Lamizana (1966–1980), lista
  - Kormányfő - 
    1. Gérard Kango Ouedraogo (1971–1974)
    2. Sangoulé Lamizana (1974–1978), lista
- Gabon (köztársaság)
  - Államfő - Omar Bongo (1967–2009), lista
- Gambia (köztársaság)
  - Államfő - Sir Dawda Jawara (1970–1994), lista
- Ghána (köztársaság)
  - Államfő - Ignatius Kutu Acheampong (1972–1978), a Legfőbb Katonai Tanács elnöke, lista
- Guinea (köztársaság)
  - Államfő - Sékou Ahmad Touré (1958–1984), lista
  - Kormányfő – Louis Lansana Beavogui (1972–1984), lista
- Kamerun (köztársaság)
  - Államfő - Ahmadou Ahidjo (1960–1982), lista
  - Kormányfő – Nincs betöltve (1972–1975), lista
- Kenya (köztársaság)
  - Államfő - Jomo Kenyatta (1964–1978), lista
- Kongói Köztársaság (népköztársaság)
  - Államfő - Marien Ngouabi (1969–1977), lista
  - Kormányfő – Henri Lopès (1973–1975), lista
- Közép-afrikai Köztársaság (köztársaság)
  - Államfő - I. Bokassa császár (1966–1979),[3] elnök
- Lesotho (alkotmányos monarchia)
  - Uralkodó - II. Moshoeshoe király (1966–1990)
  - Kormányfő - Leabua Jonathan (1965–1986),[4] lista
- Libéria (köztársaság)
  - Államfő - William R. Tolbert, Jr. (1971–1980), lista
- Líbia (köztársaság)
  - De facto országvezető - Moammer Kadhafi (1969–2011), lista
  - Névleges államfő - Moammer Kadhafi (1969–1979), Líbia Népi Kongresszusa főtitkára
  - Kormányfő - Abdesszalam Dzsallúd (1972–1977), lista
- Malgas Köztársaság
  - Államfő - Gabriel Ramanantsoa (1972–1975), lista
  - Kormányfő - Gabriel Ramanantsoa (1972–1975), lista
- Malawi (köztársaság)
  - Államfő - Hastings Banda (1966–1994), lista
- Mali (köztársaság)
  - Államfő - Moussa Traoré (1968–1991), lista
- Marokkó (alkotmányos monarchia)
  - Uralkodó - II. Haszan király (1961–1999)
  - Kormányfő - Ahmed Oszmán (1972–1979), lista
- Mauritánia (köztársaság)
  - Államfő - Moktar Úld Daddah (1960–1978), lista
- Mauritius (monarchia)
  - Uralkodó – II. Erzsébet királynő (1968–1992)
  - Főkormányzó – Sir Raman Osman (1972–1977), lista
  - Kormányfő - Sir Seewoosagur Ramgoolam (1961–1982),[5] lista
- Mozambik (Portugália külbirtoka)
  - Főkormányzó – 
    1. Manuel Pimentel Pereira dos Santos (1972–1974)
    2. David Teixeira Ferreira (1974), ügyvivő
    3. Henrique Soares de Melo (1974), ügyvivő
    4. Jorge Ferro Ribeiro (1974), ügyvivő
    5. Victor Crespo (1974–1975), lista

  - Kormányfő – Joaquim Chissano, (1974–1975), lista
- Niger (köztársaság)
  - Államfő - 
    1. Hamani Diori (1960–1974)
    2. Seyni Kountché (1974–1987), lista
- Nigéria (köztársaság)
  - Államfő - Yakubu Gowon (1966–1975), a Legfelsőbb Katonai Tanács elnöke, lista
- Rhodesia (el nem ismert, de facto független ország)
  - Államfő – Clifford Dupont (1965–1975),[6] lista
  - Kormányfő - Ian Smith (1965–1979), lista
- Ruanda (köztársaság)
  - Államfő - Juvénal Habyarimana (1973–1994), lista
- São Tomé és Príncipe (Portugália külbirtoka)
  - Főkormányzó – 
    1. João Cecilio Gonçalves (1973–1974)
    2. António Elísio Capelo Pires Veloso (1974–1975), lista

  - Kormányfő - Leonel Mário d'Alva (1974–1975), lista
- Seychelle-szigetek (az Egyesült Királyság koronagyarmata)
  - Kormányzó - Colin Allan (1973–1976), lista
  - Kormányfő - Sir James Mancham (1970–1976), lista
- Sierra Leone (köztársaság)
  - Államfő - Siaka Stevens (1971–1985), lista
  - Kormányfő - Sorie Ibrahim Koroma (1971–1975), lista
- Spanyol Szahara (Spanyolország külterülete)
  - Főkormányzó - 
    1. Fernando de Santiago y Díaz (1971–1974)
    2. Federico Gómez de Salazar y Nieto (1974–1976), lista
- Szenegál (köztársaság)
  - Államfő - Léopold Sédar Senghor (1960–1980), lista
  - Kormányfő – Abdou Diouf (1970–1980), lista
- Szent Ilona, Ascension és Tristan da Cunha (Egyesült Királyság tengerentúli területe)
  - Kormányzó - Sir Thomas Oates (1971–1976), lista
- Szomália (köztársaság)
  - Államfő – Sziad Barré (1969–1991), lista
- Szudán (köztársaság)
  - Államfő - Dzsáfar Nimeri (1969–1985), lista
  - Kormányfő – Dzsáfar Nimeri (1969–1976), lista
- Szváziföld (abszolút monarchia)
  - Uralkodó - II. Sobhuza király (1921–1982)[7]
  - Kormányfő - Makhosini Dlamini herceg (1967–1976), lista
- Tanzánia (köztársaság)
  - Államfő - Julius Nyerere (1962–1985),[8] lista
  - Kormányfő - Rashidi Kawawa (1972–1977), lista
  -  Zanzibár
    - Államfő – Mwinyi Aboud Jumbe sejk (1972–1984), elnök
- Togo (köztársaság)
  - Államfő - Étienne Eyadéma[9] (1967–2005), lista
- Tunézia (köztársaság)
  - Államfő - Habib Burgiba (1957–1987), lista
  - Kormányfő - Hedi Amara Nuíra (1970–1980), lista
- Uganda (köztársaság)
  - Államfő - Idi Amin Dada (1971–1979), lista
- Zaire (köztársaság)
  - Államfő - Mobutu Sese Seko (1965–1997), lista
- Zambia (köztársaság)
  - Államfő - Kenneth Kaunda (1964–1991), lista
  - Kormányfő – Mainza Chona (1973–1975), lista
- Zöld-foki-szigetek (Portugália külbirtoka)
  - Kormányzó -
    1. Antonio Lopes dos Santos (1969–1974)
    2. Henrique Afonso da Silva Horta (1974)
    3. Vicente Almeida d'Eça (1974–1975), lista

## Dél-Amerika
- Argentína (köztársaság)
  - Államfő - 
    1. Juan Domingo Perón (1973–1974)
    2. Isabel Martínez de Perón (1974–1976), lista
- Bolívia (köztársaság)
  - Államfő - Hugo Banzer (1971–1978), lista
- Brazília (köztársaság)
  - Államfő - 
    1. Emílio Garrastazú Médici (1969–1974)
    2. Ernesto Geisel (1974–1979), lista
- Chile (köztársaság)
  - Államfő - Augusto Pinochet tábornok (1973–1990), lista
- Ecuador (köztársaság)
  - Államfő - Guillermo Rodríguez (1972–1976), lista
- Falkland-szigetek (Az Egyesült Királyság tengerentúli területe)
  - Kormányzó - Sir Ernest Gordon Lewis (1971–1975), kormányzó lista
- Guyana (köztársaság)
  - Államfő - Arthur Chung (1970–1980), lista
  - Kormányfő - Forbes Burnham (1964–1980),[10] lista
- Kolumbia (köztársaság)
  - Államfő - 
    1. Misael Pastrana Borrero (1970–1974)
    2. Alfonso López Michelsen (1974–1978), lista
- Paraguay (köztársaság)
  - Államfő - Alfredo Stroessner (1954–1989), lista
- Peru (köztársaság)
  - Államfő - Juan Velasco Alvarado (1968–1975), lista
  - Kormányfő - Edgardo Mercado Jarrín (1973–1975), lista
- Suriname (A Holland Királyság tagállama)
  - Főkormányzó - Johan Ferrier (1968–1980),[11] lista
  - Kormányfő – Henck Arron (1973–1980),[12] lista
- Uruguay (köztársaság)
  - Államfő - Juan María Bordaberry (1972–1976), lista
- Venezuela (köztársaság)
  - Államfő - 
    1. Rafael Caldera (1969–1974)
    2. Carlos Andrés Pérez (1974–1979), lista

## Észak- és Közép-Amerika
- Amerikai Egyesült Államok (köztársaság)
  - Államfő - 
    1. Richard Nixon (1969–1974)
    2. Gerald Ford (1974–1977), lista

  -  Puerto Rico (Az Egyesült Államok társult állama)
    - Kormányzó - Rafael Hernández Colón (1973–1977), lista

  -  Amerikai Virgin-szigetek (Az Egyesült Államok társult állama)
    - Kormányzó - Melvin H. Evans (1969–1975), lista
- Antigua (az Egyesült Királyság társult állama)
  - Főkormányzó - Sir Wilfred Jacobs (1967–1981), lista
  - Kormányfő - George Walter (1971–1976), lista
- Bahama-szigetek (parlamentáris monarchia)
  - Uralkodó - II. Erzsébet királynő, a Bahama-szigetek királynője (1973–2022)
  - Főkormányzó - Sir Milo Butler (1973–1979), lista
  - Kormányfő - Sir Lynden Pindling (1967–1992),[13] lista
- Barbados (parlamentáris monarchia)
  - Uralkodó - II. Erzsébet királynő, Barbados királynője (1966–2021)
  - Főkormányzó - Sir Arleigh Winston Scott (1967–1976), lista
  - Kormányfő - Errol Barrow (1961–1976), lista
- Bermuda (Az Egyesült Királyság tengerentúli területe)
  - Kormányzó - Sir Edwin Leather (1973–1977), lista
  - Kormányfő - Sir Edward Richards (1971–1975), lista
- Brit Honduras (az Egyesült Királyság koronagyarmata)
  - Főkormányzó - Sir Richard Posnett (1972–1976), Belize kormányzója
  - Kormányfő - George Cadle Price (1961–1984), lista
- Brit Virgin-szigetek (Az Egyesült Királyság tengerentúli területe)
  - Kormányzó - 
    1. Derek George Cudmore (1971–1974)
    2. Walter Wilkinson Wallace (1974–1978), lista

  - Kormányfő - Willard Wheatley (1971–1979), lista
- Costa Rica (köztársaság)
  - Államfő - 
    1. José Figueres Ferrer (1970–1974)
    2. Daniel Oduber Quirós (1974–1978), lista
- Dominikai Közösség (az Egyesült Királyság társult állama)
  - Kormányzó - Sir Louis Cools-Lartigue (1968–1979), lista
  - Kormányfő - 
    1. Edward Oliver LeBlanc (1969–1974)
    2. Patrick John (1974–1979), lista
- Dominikai Köztársaság (köztársaság)
  - Államfő - Joaquín Balaguer (1966–1978), lista
- Salvador (köztársaság)
  - Államfő - Arturo Armando Molina (1972–1977), lista
- Grenada (parlamentáris monarchia)
- 1974. február 4-én vált függetlenné.
  - Uralkodó - II. Erzsébet királynő, Grenada királynője, (1974–2022)
  - Főkormányzó - 
    1. Dáma Hilda Bynoe (1968–1974)
    2. Sir Leo de Gale (1974–1978), lista

  - Kormányfő - Sir Eric Gairy (1967–1979),[14] lista
- Guatemala (köztársaság)
  - Államfő - 
    1. Carlos Manuel Arana Osorio (1970–1974)
    2. Kjell Eugenio Laugerud García (1974–1978), lista
- Haiti (köztársaság)
  - Államfő - Jean-Claude Duvalier (1971–1986), Haiti örökös elnöke, lista
- Holland Antillák (A Holland Királyság társult állama)
  - Kormányzó - Bernadito M. Leito (1970–1983), lista
  - Miniszterelnök - Juancho Evertsz (1973–1977), lista
- Honduras (köztársaság)
  - Államfő - Oswaldo López Arellano (1972–1975), lista
- Jamaica (parlamentáris monarchia)
  - Uralkodó - II. Erzsébet királynő, Jamaica királynője, (1962–2022)
  - Főkormányzó - Sir Florizel Glasspole (1973–1991), lista
  - Kormányfő - Michael Manley (1972–1980), lista
- Kajmán-szigetek (Az Egyesült Királyság tengerentúli területe)
  - Kormányzó - 
    1. Kenneth Roy Crook (1971–1974)
    2. Thomas Russell (1974–1982), lista
- Kanada (parlamentáris monarchia)
  - Uralkodó - II. Erzsébet királynő, Kanada királynője, (1952–2022)
  - Főkormányzó - 
    1. Roland Michener (1967–1974)
    2. Jules Léger (1974–1979), lista

  - Kormányfő - Pierre Trudeau (1968–1979), lista
- Kuba (népköztársaság)
  - A kommunista párt főtitkára - Fidel Castro (1965–2011), főtitkár
  - Államfő - Osvaldo Dorticós Torrado (1959–1976), lista
  - Miniszterelnök - Fidel Castro (1959–2008), lista
- Mexikó (köztársaság)
  - Államfő - Luis Echeverría (1970–1976), lista
- Montserrat (Az Egyesült Királyság tengerentúli területe)
  - Kormányzó - 
    1. Willoughby Harry Thompson (1971–1974)
    2. Norman Derek Matthews (1974–1976), lista

  - Kormányfő - Percival Austin Bramble (1970–1978), lista
- Nicaragua (köztársaság)
  - Államfő - 
    1. Nemzeti Kormányzó Junta (1972–1974)
    2. Anastasio Somoza Debayle (1974–1979), lista
- Panama (köztársaság)
  - De facto országvezető – Omar Torrijos (1968–1981), a Nemzeti Gárda parancsnoka
  - Államfő - Demetrio B. Lakas (1969–1978), lista
  - Panama-csatorna-övezet (USA külbirtok)
    - Kormányzó – David Stuart Parker (1971–1975), lista
- Saint Christopher-Nevis-Anguilla (az Egyesült Királyság társult állama)
  - Kormányzó - Sir Milton Allan (1969–1975), kormányzó
  - Kormányfő - Robert Bradshaw (1966–1978), lista
- Saint Lucia (az Egyesült Királyság társult állama)
  - Kormányzó - 
    1. Sir Ira Marcus Simmons (1971–1974)
    2. Sir Allen Montgomery Lewis (1974–1980), lista

  - Kormányfő - John Compton (1964–1979), lista
- Saint-Pierre és Miquelon (Franciaország külbirtoka)
  - Prefektus - 
    1. Henri Beaux (1971–1974)
    2. Jean Cluchard (1974–1975), lista

  - A Területi Tanács elnöke - Albert Pen (1968–1984), lista
- Saint Vincent és a Grenadine-szigetek (az Egyesült Királyság társult állama)
  - Kormányzó - Sir Rupert John (1970–1976), lista
  - Kormányfő - 
    1. James Fitz-Allen Mitchell (1972–1974)
    2. Milton Cato (1974–1984), lista
- Trinidad és Tobago (köztársaság)
  - Uralkodó - II. Erzsébet királynő (1962–1976)
  - Főkormányzó -  Sir Ellis Clarke (1972–1976) lista
  - Kormányfő - Eric Williams (1956–1981),[15] lista
- Turks- és Caicos-szigetek (Az Egyesült Királyság tengerentúli területe)
  - Kormányzó - Alexander Graham Mitchell (1971–1975), lista

## Ázsia
- Afganisztán (köztársaság)
  - Államfő – Mohammed Daúd Khan (1973–1978), lista
- Bahrein (alkotmányos monarchia)
  - Uralkodó - II. Ísza emír (1961–1999)[16]
  - Kormányfő - Halífa ibn Szalmán Al Halífa, lista (1970–2020)[17]
- Banglades (köztársaság)
  - Államfő - Mohammad Ullah (1973–1975), lista
  - Kormányfő - Mudzsibur Rahmán sejk (1972–1975), lista
- Bhután (abszolút monarchia)
  - Uralkodó - Dzsigme Szingye Vangcsuk király (1972–2006)
- Brunei (brit protektorátus)
  - Főmegbízott - Peter Gautrey (1972–1975), Brunei brit főmegbízottja
  - Uralkodó - Hassanal Bolkiah, szultán (1967–)
  - Kormányfő - Pengiran Dipa Negara Laila Diraja Pengiran Abdul Mumin (1972–1981), lista
- Burma (köztársaság)
  - Államfő - Ne Vin (1962–1981), lista
  - Kormányfő - 
    1. Ne Vin (1962–1974)
    2. Szein Vin (1974–1977), lista
- Dél-Korea (köztársaság)
  - Államfő - Pak Csong Hi (1962–1979), lista
  - Kormányfő - Kim Dzsongphil (1971–1975), lista
- Egyesült Arab Emírségek (abszolút monarchia)
  - Elnök - Zájed bin Szultán Ál Nahján (1971–2004), lista
  - Kormányfő - Maktúm bin Rásid Ál Maktúm (1971–1979), lista
  - Az egyes Emírségek uralkodói (lista):
    - Abu-Dzabi – Zájed bin Szultán Ál Nahján (1966–2004)
    - Adzsmán – Rásid ibn Humajd an-Nuajmi (1928–1981)
    - Dubaj – Rásid bin Szaíd Ál Maktúm (1958–1990)
    - Fudzsejra – 
      1. Muhammad ibn Hamad as-Sarki (1942–1974)
      2. Hamad ibn Muhammad as-Sarki (1974–)

    - Rász el-Haima – Szakr ibn Muhammad al-Kászimi (1948–2010)
    - Sardzsa – Szultán ibn Muhammad al-Kászimi (1972–)
    - Umm al-Kaivain – Ahmád ibn Rásid al-Mualla (1929–1981)
- Észak-Korea (népköztársaság)
  - A kommunista párt főtitkára - Kim Ir Szen (1948–1994), főtitkár
  - Államfő - Kim Ir Szen (1972–1994), országvezető
  - Kormányfő - Kim Ir (1972–1976), lista
- Fülöp-szigetek (köztársaság)
  - Államfő - Ferdinand Marcos (1965–1986), lista
- Hongkong (brit koronafüggőség)
  - Kormányzó - Sir Murray MacLehose (1971–1982), lista
- India (köztársaság)
  - Államfő - 
    1. Varahagiri Venkata Giri (1969–1974)
    2. Fahruddin Ali Ahmed (1974–1977), lista

  - Kormányfő - Indira Gandhi (1966–1977), lista
  - Szikkim (Indiai protektorátus)
    - Indiai politikai tiszt - 
      1. Kayatyani Shankar Bajpai (1972–1974)
      2. Gurbacsan Szing (1974–1975), lista

    - Uralkodó - Palden Thondup Namgyal (1963–1975), lista
    - Kormányfő - 
      1. B. S. Das (1973–1974), Szikkim adminisztrációs főtisztviselője
      2. Kazi Léndup Dordzsí (1974–1979), lista
- Indonézia (köztársaság)
  - Államfő - Suharto (1967–1998), lista
- Irak (köztársaság)
  - Államfő - Ahmed Haszan al-Bakr (1968–1979), lista
  - Kormányfő - Ahmed Haszan al-Bakr (1968–1979), lista
- Irán (monarchia)
  - Uralkodó – Mohammad Reza Pahlavi sah (1941–1979)
  - Kormányfő – Amír-Abbász Hoveida (1965–1977), lista
- Izrael (köztársaság)
  - Államfő - Efráím Kácír (1973–1978), lista
  - Kormányfő - 
    1. Golda Meir (1969–1974)
    2. Jichák Rabin (1974–1977), lista
- Japán (parlamentáris monarchia)
  - Uralkodó - Hirohito császár (1926–1989)
  - Kormányfő - 
    1. Tanaka Kakuei (1972–1974)
    2. Takeo Miki (1974–1976), lista
- Dél-Jemen (Jemeni Népi Demokratikus Köztársaság) (népköztársaság)
  - Államfő – Szálim Rubaí Alí (1969–1978), Dél-Jemen Legfelsőbb Népi Tanácsa elnökségének elnöke
  - Kormányfő – Haidar Abu Bakr al-Attasz (1971–1986)
- Észak-Jemen (Jemeni Arab Köztársaság) (köztársaság)
  - Államfő - 
    1. Abdul Rahman al-Irjani (1967–1974)
    2. Ibrahim al-Hamdi (1974–1977), lista

  - Kormányfő – 
    1. Kadi Abdullah al-Hagri (1972–1974)
    2. Hasszan Muhammad Makki  (1974)
    3. Mohszin Ahmad al-Aini (1974–1975), lista
- Jordánia (alkotmányos monarchia)
  - Uralkodó - Huszejn király (1952–1999)
  - Kormányfő - Záíd al-Rifái (1973–1976), lista
- Katar (abszolút monarchia)
  - Uralkodó - Halífa emír (1972–1995)
  - Kormányfő - Halífa emír (1970–1995)[18]
- Khmer Köztársaság (köztársaság)
  - Államfő - Lon Nol (1972–1975), lista
  - Kormányfő - Long Boret (1973–1975), lista
- Kína (népköztársaság)
  - A kommunista párt főtitkára - Mao Ce-tung (1935–1976), főtitkár
  - Államfő - Tung Bivu (1968–1975), ügyvivő, lista
  - Kormányfő - Csou En-laj (1949–1976), lista
- Kuvait (alkotmányos monarchia)
  - Uralkodó - III. Szabáh emír (1965–1977)
  - Kormányfő - Dzsáber al-Ahmad al-Dzsáber asz-Szabáh (1965–1978), lista
- Laosz (monarchia)
  - Uralkodó - Szavangvatthana király (1959–1975)
  - Kormányfő - Szuvanna Phumma herceg (1962–1975), lista
- Libanon (köztársaság)
  - Államfő - Szulejman Frangieh (1970–1976), lista
  - Kormányfő - 
    1. Takieddin el-Szolh (1973–1974)
    2. Rasíd Szolh (1974–1975), lista
- Makaó (Portugália külbirtoka)
  - Kormányzó - 
    1. José Manuel de Sousa e Faro Nobre de Carvalho (1966–1974)
    2. José Garcia Leandro (1974–1979), kormányzó
- Malajzia (parlamentáris monarchia)
  - Uralkodó - Abdul Halim szultán (1970–1975)
  - Kormányfő - Abdul Razak Huszejn (1970–1976), lista
- Maldív-szigetek (köztársaság)
  - Államfő - Ibrahim Naszir (1968–1978), lista
  - Kormányfő - Ahmed Zaki (1972–1975), lista
- Mongólia (népköztársaság)
  - A kommunista párt vezetője – Jumdzságin Cedenbál (1958–1984), Mongol Forradalmi Néppárt Központi Bizottságának főtitkára
  - Államfő - 
    1. Szonomün Luvszan (1972–1974), ügyvivő
    2. Jumdzságin Cedenbál (1974–1984), Mongólia Nagy Népi Hurálja Elnöksége elnöke, lista

  - Kormányfő - 
    1. Jumdzságin Cedenbál (1952–1974)
    2. Dzsambün Batmönkh (1974–1984), lista
- Nepál (alkotmányos monarchia)
  - Uralkodó - Bírendra király (1972–2001)
  - Kormányfő - Nagendra Praszad Ridzsal (1973–1975), lista
- Omán (abszolút monarchia)
  - Uralkodó - Kábúsz szultán (1970–2020)
  - Kormányfő - Kábúsz bin Száid al Száid (1972–2020), lista
- Pakisztán (köztársaság)
  - Államfő - Fazal Ilahi Chaudhry (1973–1978), lista
  - Kormányfő - Zulfikar Ali Bhutto (1973–1977), lista
- Srí Lanka (köztársaság)
  - Államfő - William Gopallawa (1962–1978),[19] lista
  - Kormányfő - Szirimávó Bandáranájaka (1970–1977), lista
- Szaúd-Arábia (abszolút monarchia)
  - Uralkodó - Fejszál király (1964–1975)
  - Kormányfő - Fejszál király (1962–1975)
- Szingapúr (köztársaság)
  - Államfő - Benjamin Sheares (1971–1981), lista
  - Kormányfő - Li Kuang-jao (1959–1990)[20]
- Szíria (köztársaság)
  - Államfő - Hafez al-Aszad (1971–2000), lista
  - Kormányfő - Mahmúd al-Ajjúbi (1972–1976), lista
- Tajvan (köztársaság)
  - Államfő - Csang Kaj-sek (1950–1975), lista
  - Kormányfő - Csiang Csinkuo (1972–1978), lista
- Thaiföld (parlamentáris monarchia)
  - Uralkodó - Bhumibol Aduljadezs király (1946–2016)
  - Kormányfő - Szanja Darmaszakti (1973–1975), lista
- Törökország (köztársaság)
  - Államfő - Fahri Korutürk (1973–1980), lista
  - Kormányfő - 
    1. Naim Talu (1973–1974)
    2. Bülent Ecevit (1974)
    3. Sadi Irmak (1974–1975), lista
- Dél-Vietnám
  - Államfő - Nguyễn Văn Thiệu (1965–1975), lista
  - Kormányfő - Trần Thiện Khiêm (1969–1975), lista
- Észak-Vietnam
  - A kommunista párt főtitkára - Lê Duẩn (1960–1986), főtitkár
  - Államfő - Tôn Đức Thắng (1969–1980),[21] lista
  - Kormányfő - Phạm Văn Đồng (1955–1987),[22] lista

## Óceánia
- Amerikai Szamoa (Az Amerikai Egyesült Államok külterülete)
  - Kormányzó - 
    1. John Morse Haydon (1969–1974)
    2. Frank Mockler (1974–1975), ügyvivő, lista
- Ausztrália (parlamentáris monarchia)
  - Uralkodó - II. Erzsébet királynő, Ausztrália királynője, (1952–2022)
  - Főkormányzó - 
    1. Sir Paul Hasluck (1969–1974)
    2. Sir John Kerr (1974–1977), lista

  - Kormányfő - Gough Whitlam (1972–1975), lista
  -  Karácsony-sziget (Ausztrália külterülete)
    - Adminisztrátor - 
      1. F.S. Evatt (1973–1974)
      2. Harry Webb (1974–1975)

  -  Kókusz (Keeling)-szigetek (Ausztrália külterülete)
    - Kormányzó - John Cecil Clunies-Ross (1947–1978), lista
    - Adminisztrátor - C. McManus (1972–1975)

  -  Norfolk-sziget (Ausztrália autonóm területe)
    - Adminisztrátor - Edward Thomas Pickerd (1972–1975)
    - Kormányfő - 
      1. William M. Randall (1967–1974)
      2. Richard Albert Bataille (1974–1976), lista

  -  Pápua Új-Guinea (ENSZ gyámsági terület, Ausztrália igazgatása alatt)
  - Főkormányzó - 
    1. Leslie Wilson Johnson (1970–1974)
    2. Thomas Kingston Critchley (1974–1975), lista

  - Kormányfő - Michael Somare (1973–1980),[23] lista
- Brit Salamon-szigetek (brit protektorátus)
  - Kormányzó - Donald Luddington (1973–1976), lista
  - Kormányfő - Solomon Mamaloni (1974–1976), lista
- Csendes-óceáni-szigetek (ENSZ gyámsági terület, USA adminisztráció)
  - Főbiztos – Edward Elliott Johnston (1969–1976)
- Fidzsi (monarchia)
  - Uralkodó – II. Erzsébet királynő, Fidzsi királynője, (1970–1987)
  - Főkormányzó – Ratu Sir George Cakobau (1973–1983), lista
  - Kormányfő - Ratu Sir Kamisese Mara (1967–1987), lista
- Francia Polinézia (Franciaország külterülete)
  - Főbiztos - Daniel Videau (1973–1975), lista
- Gilbert és Ellice-szigetek (brit protektorátus)
  - Kormányzó – John Hilary Smith (1973–1978), lista
  - Kormányfő – 
    1. Reuben K. Uatioa (1971–1974)
    2. Naboua Ratieta (1974–1978), lista
- Guam (Az USA külterülete)
  - Kormányzó - Carlos Camacho (1969–1975), lista
- Nauru (köztársaság)
  - Államfő - Hammer DeRoburt (1968–1976), lista
- Nyugat-Szamoa (parlamentáris monarchia)
  - Uralkodó - Malietoa Tanumafili II, O le Ao o le Malo (1962–2007)
  - Kormányfő - Fiame Mata'afa Faumuina Mulinu’u II (1973–1975), lista
- Pitcairn-szigetek (Az Egyesült Királyság külbirtoka)
  - Kormányzó - Sir David Aubrey Scott (1973–1976), lista
- Tonga (alkotmányos monarchia)
  - Uralkodó - IV. Tāufaʻāhau Tupou király (1965–2006)[24]
  - Kormányfő - Fatafehi Tu'ipelehake herceg (1965–1991),[24] lista
- Új-Hebridák (brit-francia kondomínium)
  - brit helyi kormányzó - Roger du Boulay (1973–1975)
  - francia helyi kormányzó[25] - 
    1. Robert Jules Amédée Langlois (1969–1974)
    2. Robert Gauger (1974–1978)
- Új-Kaledónia (Franciaország külbirtoka)
  - Főbiztos - Gabriel Ériau (1974–1978), lista
- Új-Zéland (parlamentáris monarchia)
  - Uralkodó - II. Erzsébet királynő, Új-Zéland királynője (1952–2022)
  - Főkormányzó - Sir Denis Blundell (1972–1977), lista
  - Kormányfő - 
    1. Norman Kirk (1972–1974)
    2. Bill Rowling (1974–1975), lista

  -  Cook-szigetek (Új-Zéland társult állama)
    - Kormányfő - Albert Henry (1965–1978), lista

  -  Niue (Új-Zéland társult állama)
    - Kormányfő - Sir Robert Rex (1974–1992), lista

  -  Tokelau-szigetek (Új-Zéland külterülete)
    - Adminisztrátor - William Gray Thorp (1973–1975)
- Wallis és Futuna (Franciaország külterülete)
  - Főadminisztrátor - Jacques de Agostini (1972–1974), lista
  - A Területi Gyűlés elnöke - Mikaele Folaumahina (1972–1975), lista